# Portret Isabelli d’Este
Portret Isabelli d’Este – rysunek włoskiego artysty Leonarda da Vinci, przedstawiający markizę Mantui Isabellę d’Este.
Rysunek powstał podczas wizyty Leonarda w Mantui ok. 1499 lub na początku 1500 roku, gdzie spotkał się z Isabellą d’Este. Markiza Mantui zleciła u Leonarda namalowanie własnego portretu. Szkic został narysowany czarną kredą, żółtym pastelem, sangwiną i węglem. Ze względu na duże rozmiary mógł być kartonem przygotowawczym do obrazu. Na konturze postaci widnieją nakłucia, które umożliwiały przeniesienie go na inną powierzchnię. Przedstawia on markizę od pasa w górę. Widoczny jest kontrast pomiędzy powabem Isabelli a profilem ukazującym zawziętość. Skrzyżowane dłonie są podobne do dłoni na portrecie Mona Lisy. Szkic jest pozbawiony dodatków. Na rysunku nie ma miejsca dla prawego ramienia markizy. Ramię i piersi przedstawiono w uproszczony sposób. Zdaniem Martina Kempa dolna część rysunku została na przestrzeni lat znacznie przerobiona i zniszczona. Prawdopodobnie rysunek ucięto u dołu.
Wymiary szkicu wynoszą 63 na 46 cm.
Portrety Leonarda da Vinci są ukazane en face lub w ujęciu trzy czwarte. Ta metoda prezentowania postaci umożliwiała uzyskanie wrażenia ruchu. Na życzenie Isabelli d’Este szkic narysowano w sposób klasyczny, z pełnego profilu, by uwydatnić jej pewność siebie, arystokratyczne pochodzenie oraz wywołać efekt wewnętrznego opanowania. Portret wzorowano na archaicznym portrecie numizmatycznym. Według amerykańskiego biografa Waltera Isaacsona sposób namalowania portretu mógł być jednym z powodów, dla których Leonardo da Vinci nie podjął się realizacji namalowania obrazu. Zdaniem brytyjskiego historyka Charlesa Nicholla Leonardo rozpoczął pracę nad obrazem.
Rysunek powstał w dwóch egzemplarzach. Oryginał pozostał w Mantui, kopię Leonardo da Vinci zabrał do Florencji. Oryginał krótko znajdował się w posiadaniu Isabelli d’Este i jej męża Franciszka II Gonzagi. Franciszkowi II tak bardzo nie podobał się rysunek, że po pewnym czasie przekazał go bliżej nieznanej osobie. Kopię widział jeden z przyjaciół Leonarda, który po jakimś czasie napisał list do Isabelli d’Este, w którym wychwalał talent Leonarda. Następnie markiza Mantui zwróciła się do swego przedstawiciela we Florencji z zadaniem zdobycia kopii rysunku, który miał być przesłany do Mantui.
W liście z 14 maja 1504 roku Isabella d’Este zrezygnowała z własnego portretu i poprosiła Leonarda da Vinci o namalowanie portretu dwunastoletniego Jezusa Chrystusa, dyskutującego w świątyni. Ostatecznie Leonardo nie namalował dla markizy Mantui żadnego obrazu. Po śmierci Leonarda Isabella d’Este otrzymała jedno z jego dzieł.
W Luwrze znajduje się portret Isabelli d’Este. Jest to prawdopodobnie druga wersja rysunku. W Christ Church w Oksfordzie znajduje się anonimowa szesnastowieczna kopia rysunku.
Rysunek jest porównywany z medalem Giana Cristofora Romano z 1498 roku.